# 柳瀬晴日
柳瀬 晴日（やなせ はるひ、1991年4月28日 - ）は、日本の女優、声優。青森県出身。劇団ドリームクラブ魅杏役など。クリエイター集団 fragment edgeに所属。

## 経歴
2011年より小劇場の舞台を中心に活動を開始、数多くの舞台に出演している。2013年に劇団ドリームクラブの魅杏役に選ばれ、2015年までの同劇団のイベントには全て出演した。2014年には個人で撮影会を主催した。同年10月よりゲームコンセプトアイドルゲームメイトβに加入、アイドル活動を始めたが、2015年4月11日をもってゲームメイトβを脱退し、女優業に専念することが発表された。
2014年には高円寺女子サッカー3声優アイドルプロジェクト2014のKGF☆11のメンバーに選ばれた。（2016年まで活動）
2016年3月より旗揚げ公演から出演していたクリエイター集団 fragment edge加入。百合演劇の表現方法について研究を続けている。また同集団の本公演及び関連作品ではしいたけ大臣名義で衣装やメイク、キャラクターデザインも担当している。（一部作品を除く）

## 人物
愛称は「ちゃんはる」。男装をする際は「晴彦様」と名乗っている。
好きなもの：Twitter、レトロゲーム、カップ焼きそば、しいたけ、コスプレ、岩盤浴
特技：イラスト、キャラクターデザイン、早食い、大食い

## 出演

### 舞台

#### 2011年
- 宗教劇団ピャー！！「仏教キリスト教イスラム教」（2011年5月26日 - 29日　STスポット） - 優斗ピア 役
- タシロ企画「サカナになって考えてみる」（2011年6月20日- 21日） - くるみちゃん 役

#### 2012年
- 緊急女子会「ジョシ☆テキ」（2012年3月15日 - 17日　シアターシャイン） - 文学少女シラカバ/高橋節子 役
- 劇団ねこ入玉手箱「喜劇作家の完全犯罪」（2012年6月1日 - 3日　荻窪小劇場） - 星野志保 役
- 宗教劇団ピャー! !「に捧げる演劇儀式」（2012年7月27日 - 29日　シアターグリーン BASE THEATER）
- BOX101「誰誰誰誰お前だれぇぇぇぇ！？」（2012年9月24日 - 30日　中野スタジオあくとれ） - コロン 役

#### 2013年
- 劇団エリザベス「絶体絶命都市－世界の終わりとボーイミーツガール」（2013年1月13日 - 16日　ワーサルシアター） - 美しすぎる市長 役
- 劇団今夜が山田「山田のくせに生意気だ！」（2013年2月10日 - 12日　中野スタジオあくとれ） - ちゃんはる 役
- ライオン・パーマ「未確認の詩-ウタ-」（2013年5月13日 - 16日　花まる学習会王子小劇場） - ルイ 役
- モエプロ「未確認未来形少女アスカ」（2013年7月12日 - 15日　シアターKASSAI）- 火乃焔 役
- 劇団ドリームクラブ「舞台ドリームクラブ〜国民総ピュア化計画☆エブリディが週末!?〜」（2013年8月16日 - 18日　ラゾーナ川崎プラザソル） - 魅杏 役
- 劇団蝶能力「便箋と不安、ゴッホ」（2013年11月29日 - 12月1日　ひつじ座） - 郵便配達員 役

#### 2014年
- 劇団ドリームクラブ「劇団ドリームクラブーホストガール ライブオンステージ Vol.1」（2014年2月11日　ラゾーナ川崎プラザソル） - 魅杏 役
- ライオン・パーマ「ルーシアの妹」（2014年5月15日 - 18日　シアターグリーン BOX in BOX THEATER） - アリ 役
- 劇団ドリームクラブ「劇団ドリームクラブーホストガール ライブオンステージ Vol.2」（2014年5月31日　SHIBUYA DESEO） - 魅杏 役
- 進戯団夢命クラシックス「Requiem」（2014年6月18日 - 22日　シアターグリーン BIG TREE THEATER） - 朝日姫 役
- 劇団ドリームクラブ「劇団ドリームクラブーホストガール ライブオンステージ Vol.3」（2014年7月26日　SHIBUYA DESEO） - 魅杏 役
- fragment edge「うみがめくれる」（2014年8月22日 - 24日　プロトシアター） - 小泉みやこ 役
- 劇団ドリームクラブ「地球防衛軍×劇団ドリームクラブ　ホストガール（or代表）スペシャルLIVEオンステージ」（2014年9月20日 - 21日　東京ゲームショウ2014 ディースリー・パブリッシャーブース） - 魅杏 役
- トランス☆プロジェクト「The World is Yours」（2014年10月1日 - 5日　テアトルBONBON） - エミ 役
- 劇団ドリームクラブ「劇団ドリームクラブ―ホストガール ライブオンステージ Vol.4」（2014年11月28日　SHIBUYA DESEO） - 魅杏 役
- 進戯団夢命クラシックス「君の手には夢幻のファクター」（2014年12月17日 - 21日　キンケロ・シアター） - メロ 役
- 劇団ドリームクラブ「劇団ドリームクラブ― ディナーショー2014」（2014年12月29日　東京メインダイニング） - 魅杏 役

#### 2015年
- 玄希弾―【謎解きXリーディング】Theatrick「新米助手の計らずも悩ましい一日」（2015年1月13日 - 18日　ウッディシアター中目黒） - さと/千代子 役
- 劇団ドリームクラブ「劇団ドリームクラブ―ホストガール ライブオンステージ in SHIBUYA REX」（2015年2月17日　SHIBUYA REX） - 魅杏 役
- 未来医EXPO'15「研究者 加藤薫の挑戦」（2015年3月28日 - 4月5日　神戸国際展示場） - 雪乃円 役(ダブルキャスト)
- teamACT「ピカイチ殺人事件～泡沫のアイドル～」（2015年4月23日 - 26日　アトリエ第七秘密基地） - 4月24日日替わりゲスト
- エビス駅前バープロデュース「捨てる。」（2015年7月26日 - 8月5日　エビス駅前バー） - 主演・入江尚美 役
- fragment edge「スフィリア[3]」（2015年8月26日 - 30日　シアターKASSAI） - 主演・梧桐詠子 役
- ライオン・パーマ「彼女にとって無敵の世界」（2015年10月29日 - 11月1日　シアターグリーン BOX in BOX THEATER） - アリス/音無まこと 役
- teamACT「警視庁鈴鳴署刑事課！」（2015年11月13日 - 15日　早稲田小劇場どらま館） - さゆり 役（11月15日日替わりゲスト）
- 進戯団夢命クラシックス「君の瞳には悠限のファクティス」（2015年12月2日 - 5日　新宿村LIVE） - メロ 役

#### 2016年
- fragment edge「禽獣のクルパ」（2016年1月27日 - 31日　上野ストアハウス） - 猫宮ユリネ 役
- 劇団ドリームクラブ「劇団ドリームクラブ ホストガール オンステージ　#1」（2016年4月30日　渋谷RUIDO K2） - 魅杏 役
- fragment edge「柳瀬晴日生誕記念公演　柳瀬晴日地獄」（2016年5月13日 - 15日　中野スタジオあくとれ） - 主演・煉華 役
- 演劇ユニットApriCoT「新進高校学園祭」（2016年5月20日 - 22日　西日暮里キーノートシアター） - 妹 役（5月21日日替わりゲスト）
- 劇団ドリームクラブ「劇団ドリームクラブ ホストガール オンステージ　#2」（2016年6月25日　渋谷RUIDO K2） - 魅杏 役
- fragment edge「うみがめくれる-inversion-[4]」（2016年8月3日 - 7日　SPACE雑遊） - 小泉みやこ 役
- コレカラクルーズ「再筆、ディファイディンググラビティ」（2016年8月19日　cafe&bar 木星劇場） - レイジー 役
- チームジャックちゃん「マーメイド・ブーツ」（2016年9月1日 - 5日　新宿村LIVE） - インディアナ 役(ダブルキャスト)
- 劇団ドリームクラブ「地球防衛軍×劇団ドリームクラブ　ホストガール（or代表）スペシャルLIVEオンステージ」（2016年9月17日　東京ゲームショウ2016 ディースリー・パブリッシャーブース） - 魅杏 役
- team ACT「ピカイチ殺人事件5～探偵バトルロワイアル～」（2016年9月11日 - 15日　早稲田小劇場どらま館） - 中沢琴音 役（11日、15日のみ）
- 劇団ドリームクラブ「劇団ドリームクラブ　ホストガール　オンステージ　#3」（2016年10月29日　新宿Cat's Hole） - 魅杏 役
- F/アドバンス「東京ボーイズコレクション～愛の唄～」（2016年11月5日 - 13日　新宿村LIVE）陣内洋子役(ダブルキャスト)
- クリエイティブアーツ「Short Story Girls #1」（2016年12月2日　目黒鹿鳴館）
- fragment edge「プリンセス・アジェンダ[5]」（2016年12月21日 - 25日　シアターKASSAI） - 姫ヶ咲ヒメコ 役[1]

#### 2017年
- team ACT「佐野穏生天国」（2017年2月25日 - 26日　下北沢亭） - さゆり 役
- 劇団ドリームクラブ「劇団ドリームクラブ卒業公演　涙の卒業!?ピュアなハートでSeeYouAgain!」（2017年3月9日 - 12日　築地ブディストホール） - 魅杏 役
- クリエイティブアーツ「エンブリオ[6]」（2017年5月17日 - 22日　シアターサンモール） -水霧タツキ 役
- ガラスのスニーカー「かいじゅうたちのいるせかい」（2017年6月22日 - 25日　ウエストエンドスタジオ） - ミウカソ 役
- team ACT「ピカイチ殺人事件～雨上がり狂詩曲～」（2017年7月8日　下北沢 Reading Cafe ピカイチ） - さゆり 役
- ○組「バック・トゥ・ザ・君の笑顔」（2017年8月10日 - 13日　武蔵野芸能劇場） - 鈴森咲良 役
- fragment edge「廃街(すたりがい)の紙(し)天使たちへ[7]」（2017年9月2日 - 10日　TACCS1179） - サシャ･リブラ 役
- 黒薔薇少女地獄「亡国ニ祈ル天ハ、アラセラレルカ」（2017年9月23日 - 10月1日　SPACE雑遊）-蘇我恵美子 役
- トランス☆プロジェクト「MTF」（2017年10月20日 - 28日　吉祥寺シアター） - 星野桃華 役

#### 2018年
- fragment edge「空蝉」（2018年2月21日 - 25日 高田馬場ラビネスト） - 長瀬有莉栖 役
- 舞台版華枕制作委員会「舞台版 華枕～願い巡りて～」（2018年4月11日 - 15日　ラゾーナ川崎プラザソル） - ヒガンバナ 役
- 劇団わ「バック・トゥ・ザ・君の笑顔」（2018年5月23日 - 27日　キンケロ・シアター） - 鈴森咲良 役
- 劇団わ「バック・トゥ・ザ・君の笑顔～お江戸でござる～」（2018年5月30日 - 6月3日　キンケロ・シアター） - 桜子 役
- fragment edge「Quartz -クォーツ-」（2018年7月12日 - 16日　TACCS1179） - 主演・シヴァ＝アルディバイン 役
- 刀屋壱×劇団PIS★TOL「BURRRN!!!〜無稽・本能寺〜」（2018年8月15日 - 18日　月島社会教育会館） - 楓 役
- ガラスのスニーカー「王子様と7人のシンデレラ」（2018年9月13日 - 16日　ザムザ阿佐ヶ谷） - 王子 役
- オッドエンタテインメント「Stray Sheep Paradise」（2018年12月12日 - 16日　俳優座劇場） - ヒヨク＆レンリ 役

#### 2019年
- 飯能アルプス物語プロジェクト「舞台ヤマノススメ」（2019年5月10日 - 12日　飯能市民会館） - 倉上ひなた 役
- 迷宮楽団メロディラビリンス「9つの夢の世界からの脱出」（2019年5月24日 - 26日　東京音実劇場） - リミ 役
- 劇団わ「バック・トゥ・ザ・君の笑顔」（2019年7月4日 - 10日　キンケロ・シアター） - 鈴森咲良 役
- 劇団わ「バック・トゥ・ザ・君の笑顔～お江戸でござる～」（2019年7月13日 - 19日　キンケロ・シアター） - 桜子 役
- 劇団わ「バック・トゥ・ザ・君の笑顔～ロボットって笑うっけ？～」（2019年7月22日 - 28日　キンケロ・シアター） - サクラLP 役（ダブルキャスト）
- オッドエンタテインメント「Stray Sheep Paradise:em」（2019年8月15日 - 18日　あうるすぽっと） - ヒヨク＆レンリ 役
- DADS企画「シーラカンスアピアランス」（2019年9月26日 - 30日　スターフィールド劇場） - シャーリー・ヒル 役
- fragment edge「禽獣のクルパ-Avalon-[8]」（2019年10月30日 - 11月4日　TACCS1179） - 猫宮ユリネ 役
- 劇団バルスキッチン「歌舞伎町シュガーナイト[9]」（2019年11月20日 - 24日　バルスタジオ） - 天馬/井本真帆 役

#### 2020年
- 劇団わ「Happy Spell」（2020年1月7日 - 12日　新宿村LIVE） - ディス 役
- 劇団バルスキッチン「どぎまぎメモリアル[10]」（2020年3月4日 - 8日　バルスタジオ） - 藍堂瑠奈 役
- 劇団6番シード「ミキシングレディオ2020[11]」（2020年6月25日 - 7月5日　シアターKASSAI） - 堂島加奈 役（ダブルキャスト）
- マルガリータ企画「マルガリータピザ2nd CUT『ホームセンターズピリオド』」（2020年9月9日 - 13日　シアターミラクル） - 川上紀美子 役
- fragment edge「だから光が欲しいのさ」（2020年10月3日 - 4日　ツイキャスプレミアムにて無観客有料配信） - 香田ミユキ 役
- 劇団6番シード「ザ・ボイスアクター アニメーション＆オンライン[12]」（2020年11月19日 - 29日　シアターKASSAI） - 瑞希亜美 役
  - 劇中劇『流浪の民ナガレイン』- 少女メグラド 役

#### 2021年
- 蜂巣和紀単独コントイベント『蜂巣祭～2021冬の陣～』「ピータンの大冒険」（2021年1月15日 - 17日　ステージカフェ下北沢亭[13]） - ウェンディ 役
- 劇団バルスキッチン「ぬいぐるみスピリット[14]」（2021年2月17日 - 21日　バルスタジオ） - アンジー 役
- 劇団わ「『地獄の沙汰は金次第』って言うけど地獄じゃ金は使えねぇんだぜ？」(2021年4月14日 - 18日　シアターKASSAI) - 太田依子 役
- 蜂巣和紀単独コントイベント『蜂巣祭～2021春の陣～』「魔法少女はじめました」（2021年5月16日 - 18日　ステージカフェ下北沢亭） - ウルスラ 役[15]
- Aya Labo.co「ハイ、未完日和」（2021年6月4日 - 6日　若葉町ウォーフ） - あやね 役
- ソフトボイルド「ミッション・イン東京物語」（2021年6月23日 - 27日　CBGKシブゲキ!!）- 城之内海斗 役[16]
- 演劇ユニット メイホリック「愛を探す怪物」（2021年7月21日 - 25日　キンケロ・シアター）- イスカ 役[17]
- 劇団バルスキッチン「歌舞伎町ビターナイト」（2021年9月29日 - 10月3日　バルスタジオ） - 多田まゆか 役[18]
- 蜂巣和紀単独コントイベント『蜂巣祭〜2021夏の陣〜』「テッペン越えのサンドリヨン」（2021年10月8日 - 10日、ステージカフェ下北沢亭） - セバスチャン 役[19]
- ソフトボイルド「カルテットルーム」（2021年10月21日 - 24日、キンケロ・シアター）- 神楽 役[20]
- 蜂巣和紀単独コントイベント『蜂巣祭〜2021秋の陣〜』「バンブーガール」（2021年11月12日 - 14日、ステージカフェ下北沢亭） - うさぎ 役[21]
- ソフトボイルド「和道ノ阿修羅」（2021年12月10日 - 12日、京都劇場）- 初江 役[22]

#### 2022年
- ガチャx2企画『このファミレスには、なんかある』「私達の溜まり場に新規1名様」（2022年2月3日 - 6日、赤坂CHANCEシアター）
- 劇団バルスキッチン『どぎまぎメモリアル[23]』（2022年3月16日 - 21日、高島平・バルスタジオ） - 御鏡美羅 役
- 蜂巣和紀単独コント公演『蜂巣祭〜2022春の陣〜』「快便戦隊うんこマン」（2022年4月22日 - 24日、ステージカフェ下北沢亭[24]） - 桃うんこ 役[25]
- ガチャx2企画『どっちが悪い?』「小太郎を探せ」（2022年6月23日 - 26日、赤坂CHANCEシアター）
- プロジェクトリコロ「Lilac -Side Witch-[26]」（2022年8月6日 - 7日、大塚・萬劇場） - ライラ 役
- 劇団バルスキッチン「ほぼほぼ心霊スポット」（2022年9月14日 - 19日、高島平・バルスタジオ） - 輪田貞子 役[27]
- 劇団バルスキッチン『高飛車モンスター[28]』（2022年11月16日 - 20日、高島平・バルスタジオ） - チャコペン先生 役

#### 2023年
- 蜂巣和紀単独コント公演『蜂巣祭〜2023春の陣〜』「快便戦隊うんこマン2〜さよならうんこマン〜」（2023年3月2日 - 5日、赤坂CHANCEシアター）- 桃うんこ 役[29]
- HH企画「あんた誰?」（2023年3月24日 - 26日、中野・スタジオあくとれ） - 阿良々木玲奈 役[30]
- 「東京War:DS-狂震の渋谷編-」（2023年4月19日 - 23日、新宿村LIVE） - のばら 役[31]

#### 2024年
- Project Amythos『空の匣庭[32]』（2022年12月24日 - 27日、品川・六行会ホール[注釈 1] 2024年4月25日 - 29日、萬劇場） - ガブリエル 役
- 蜂巣祭「快便戦隊うんこマンTHE FINAL〜うんこマンよ永遠に〜」（2024年9月19日 - 23日、新宿スターフィールド） - 桃うんこ 役[34]
- Poppin' Shower「星空ハーモニー2024」♯チーム（2024年12月25日 - 29日、池袋・シアターグリーンBIG TREE THEATER） - 大上つつじ 役[35]

#### 2025年
- プロジェクトリコロ 第8回公演『SUMU』（2025年2月12日-16日　萬劇場）- ゲスト[36]

### 朗読劇
- 朗読劇「歳をとった鰐の話」（2016年3月21日　下北沢ピカイチ）
- Freek「UBUGOE～Voice of comedy～vol.10」（2016年3月30日　南大塚ホール）
  - 『タイムカプセルかぶせる』- 佑香 役
  - 『私のエイリアン』- 女医 役

- クリエイティブアーツ「Short Story Girls #4」（2017年3月31日　目黒鹿鳴館）
- クリエイティブアーツ「Short Story Girls #10」（2017年11月28日　目黒鹿鳴館）
- fragment edge「ハイドアウト・オアシス」（2019年4月13日 - 14日　プライムシアター）
  - 『深夜三時のスケルトンラヴァー』- スミレ 役

- オッドエンタテインメント「Reading Story 『Stray Sheep Paradise』～EGO～～IDO～」（2019年6月28日、30日　シアターサンモール）- ヒヨク&レンリ役
- Portwal birchとfragment edge「・白夜港・」（2019年12月28日　目白古民家）- 庭 役
- 演劇ユニット メイホリック「叶え屋ソルシレーヴ～メリーバッドエンド～」（2020年10月8日 - 11日　ファンファーレ高円寺）- アシュリー・ウォルコット 役
- 演劇ユニット メイホリック「箱庭同窓会」（2021年3月25日 - 28日　シアターミラクル）- 芹沢芳美 役[37]
- Project Amythos『空の匣庭-Archives-[38]』（2023年7月27日 - 30日、コフレリオ 新宿シアター） - ゼラニウム（ガブリエル） 役、他サブキャラクター

### ゲーム
- シュリケン姫 - シュリケン姫 役
- 高円寺女子サッカー3～恋するイレブン いつかはヘブン～ - 飛鳥未来 役[メインヒロイン]
- 地球防衛軍5[39]　- ピュアデコイランチャー[魅杏] 役
- ま～るい地球が四角くなった!? デジボク地球防衛軍 EARTH DEFENSE FORCE：WORLD BROTHERS[40] - 魅杏隊員 役

### ドラマCD
- めぐる季節のなかで 夏秋編（2015年、あいこ[41]）

### DVD
- 「劇団ドリームクラブ―舞台ドリームクラブ 国民総ピュア化計画☆エブリデイが週末!?」魅杏役(2013/12/20、ネリム)
- 「劇団ドリームクラブ―ホストガール ライブオンステージ Vol.1」魅杏役(2014/6/10、ネリム)
- 「劇団ドリームクラブ―ホストガール ライブオンステージ Vol.2」魅杏役(2014/9/10、ネリム)
- 「劇団ドリームクラブ―ホストガール ライブオンステージ Vol.3」魅杏役(2014/11/20、ネリム)

### インターネット配信
- 「神トーーク!」
- 「ゲームセンターβ」
- 「劇団ドリームクラブ ニコ生店」
- 「劇団ドリームクラブ SHOWROOM店」
- 「妄想の狭間！」
- 「ぐる〜あっぷらじお」
- 「はるひとあきのめくるめくらじお」
- 「ちゃんはるとりっしゅのお屋敷放送局」
- 「ぐる〜あっぷらじおM」
- 「D3P生放送 #デジボクが地球を救う - TGS2020 ONLINE」(2020年9月26日）- 魅杏 役

### オーディオドラマ
- ヒナゲシの唄　- ナツ 役
- ゴーストガール　-カオル 役
- 肉球すたんぷ　-なぎ 役
- 妄想彼女。　　-ハツネ 役
- 妄想彼女。２　-ハツネ/鏡花 役
- おっぱい　-貧乳 役